# Más y Menos
Más y Menos sono una coppia di supereroi adolescenti immaginari, intorno ai dodici anni, della serie animata Teen Titans, e fanno parte dei Titans East. Sono tra i pochissimi eroi della serie a non provenire dai fumetti. Presi fuori dal contesto, i loro nomi si traducono con "Più" e "Meno", ma nel loro particolare contesto (come simboleggia il loro emblema e il loro grido da rally), i loro nomi significano "più" e "meno" ma in termini matematici. Sia in lingua originale sia in italiano, sono doppiati entrambi dall'attore Freddy Rodríguez.

## Biografia dei personaggi
Más y Menos sono una coppia di gemelli dal Guatemala che possono muoversi a super velocità solo quando entrano in contatto, e che parlano solo spagnolo. Il loro grido di battaglia è "¡Más y Menos, sí podemos!", che tradotto dallo spagnolo significa "Più e Meno, sì possiamo!".
I due super ragazzi fecero la loro prima comparsa in "Titans East part 1" come membri dei Titans East, un team dei Teen Titans che si trova a Steel City con lo scopo di trovare e fermare Brother Blood. Cyborg giunse al quartier generale della nuova squadra per aiutarla a costruire la Torre, ma furono attaccati dai Cyborg-droni di Brother Blood che li sconfissero. Senza che Cyborg lo sapesse, Brother Blood riuscì a ipnotizzare i membri dei Titans East e li costrinse ad attaccare il supereroe. I Titans originali giunsero dopo aver ricevuto l'SOS di Cyborg, e quest'ultimo si batté contro Brother Blood mentre i Titans West si battevano contro i Titans East. Con la sconfitta di Brother Blood, i Titans East furono liberati. Sia Más che Menos ebbero una forte cotta per Starfire quando la incontrarono, ed entrambi combatterono per il suo affetto (l'unica volta in cui non cooperarono).
Nell'episodio "For Real", Control Freak utilizzò l'opzione "dallo Spagnolo all'Inglese" del suo controllo remoto (non parlava né capiva lo spagnolo) per fare sì che Más e Menos parlassero inglese (per la prima volta), cosa che fecero per tutto l'episodio. Nella versione cinese, tuttavia, dato che in Cina parlano solo cinese, Control Freak affermò che si spaventarono durante la scena della traduzione. Questo effetto non fu permanente, infatti riparlavano solo spagnolo quando ricomparvero in "Calling All Titans" in cui dovettero battersi contro Johnny Rancid e Cinderblock, e furono separati quando Menos fu catturato, e Más riuscì a fuggire. Il piccolo eroe andò in cerca di Beast Boy perché lo aiutasse e dimostrò di poter avvertire dove si trovasse Menos e poteva sentire che non stava bene. Tuttavia, quando Menos fu congelato, Más non poté più avvertire la presenza di suo fratello. Nel combattimento nella tana della Confraternita del Male durante l'episodio "Titans Together", Más scongelò Menos e, dopo aver scongelato gli altri Titans catturati, congelarono i criminali.
Nel fumetto Teen Titans Go!, basato sulla serie animata, i gemelli sfidarono in una gara di velocità Kid Flash, un altro eroe dotato di super velocità. La gara divenne una rievocazione della fiaba La lepre e la tartaruga: Kid Flash era probabilmente più veloce, ma perse tempo per un eccesso di fiducia.

## Continuità corrente DC
Al pannello DC Nation, lo scrittore corrente di Teen Titans, Geoff Johns annunciò che Más y Menos starebbero per ricomparire nella linea temporale principale della DC Comics. Nel caso, questa sarebbe la prima volta che un personaggio dallo show dei Teen Titans approderebbe nei fumetti.
In Teen Titans n. 38, Más y Menos si unirono - e poi abbandonarono - ai Teen Titans durante "Un Anno Dopo" di Crisi infinita. Furono però illustrati in modo un po' più maturo delle loro controparti animate.
In Crisi Finale n. 1, si allearono con Sparx ed Empress per sconfiggere il Dottor Light e Mirror Master. Dopo una breve battaglia in cui vinsero i criminali, i due furono lasciati impalati con delle schegge di vetro. Il Director's Cut affermò che sopravvissero, anche se in pessime condizioni; li si poterono vedere zoppi nel primo piano della Sala della Giustizia nel pannello successivo.
Il duo comparve anche nel n. 16 di Tiny Titans, durante una corsa intorno al mondo del cast principale.

## Poteri
Sembra che Más y Menos abbiano poteri metaumani che gli permettono di muoversi a super velocità quando si toccano. Un commento di Kid Flash in Teen Titans Go!, tuttavia, suggerisce che i loro poteri si basano sulla Forza della velocità in questa continuità. Possono anche superare la fase del tatto che gli serve se entrambi possiedono un buon conduttore (come portare con sé un filo conduttore con le morse). In Titans East part 1, alcuni dei poteri sono descritti. La loro velocità massima è stata stimata essere all'incirca 7 volte la velocità del suono.
Más mostrò l'abilità di avvertire dove si potesse trovare suo fratello e quando è cosciente. È anche in grado di far vibrare Menos ad una velocità tale da scaldarlo. Si presume che entrambi condividano gli stessi poteri.
Sembra anche che entrambi capiscano l'inglese, anche se non sanno parlarlo. Questo fu mostrato quando, nella serie animata, Control Freak domandò loro come potessero muoversi così in fretta, e loro risposero alla domanda in spagnolo.